# کوه بن لوموند (یوتا)
کوه بن لوموند (به انگلیسی: Ben Lomond Mountain) یک کوه در ایالات متحده آمریکا است که در شهرستان وبر، یوتا واقع شده‌است. کوه بن لوموند ۲٬۹۶۱٫۴۷ متر بالاتر از سطح دریا واقع شده‌است.